# إلين روث
إلين روث (بالإنجليزية: Elaine Roth)‏ هي لاعب كرة قاعدة أمريكية، ولدت في 17 يناير 1929 في ميشيغان سيتي في الولايات المتحدة، وتوفيت في 25 مايو 2007 في سبرينغفيلد في الولايات المتحدة.